# Église Saint-Étienne d'Urbanya
Pour les articles homonymes, voir église Saint-Étienne.
L'église Saint-Étienne d'Urbanya est une église en partie romane située à Urbanya, dans le département français des Pyrénées-Orientales.

## Historique
L'église paroissiale Saint-Étienne (Sant Esteve) est située à l’entrée du village. Sa tour est surmontée d’un clocheton arcade. C'est une église du XIIe siècle, remaniée postérieurement.
Cet édifice d’origine romane est mentionné pour la première fois au XIIIe siècle, lors des remaniements, un presbytère a été accolé à l’église au nord.

## Architecture
Il s’agit d’un édifice à nef unique terminé par une abside semi-circulaire à l’est. Une chapelle a été ajoutée tardivement au sud. L’église est appareillée en moellons de schiste, et blocs taillés de granite pour l’abside, les parties du XIIe siècle. Le clocher est percé dans sa partie supérieure d’ouvertures outrepassées contenant plusieurs cloches. En dessous de ces ouvertures, sur une face, on peut voir le cadran de l’horloge. L’église conserve un retable du XVIIe siècle, et une croix processionnelle gothique.
La première cloche porte l’inscription : Sancte Stephane ora pro nobis Jn Surius adioiont breton Fe + Orbanya 1813 + Et domini patrinisque Jn Dexhonne Pontet Rosa Peyrier épouse de Jn Dexhonne + Et domini … E. maire.
La deuxième cloche porte l’inscription : « Orbanya 1813. Barthelemy Forcade parrain Catherine Boine épouse de Jn Surius marrainne Jn Dexhonne M … Sancte Maria ora pro nobis… ».

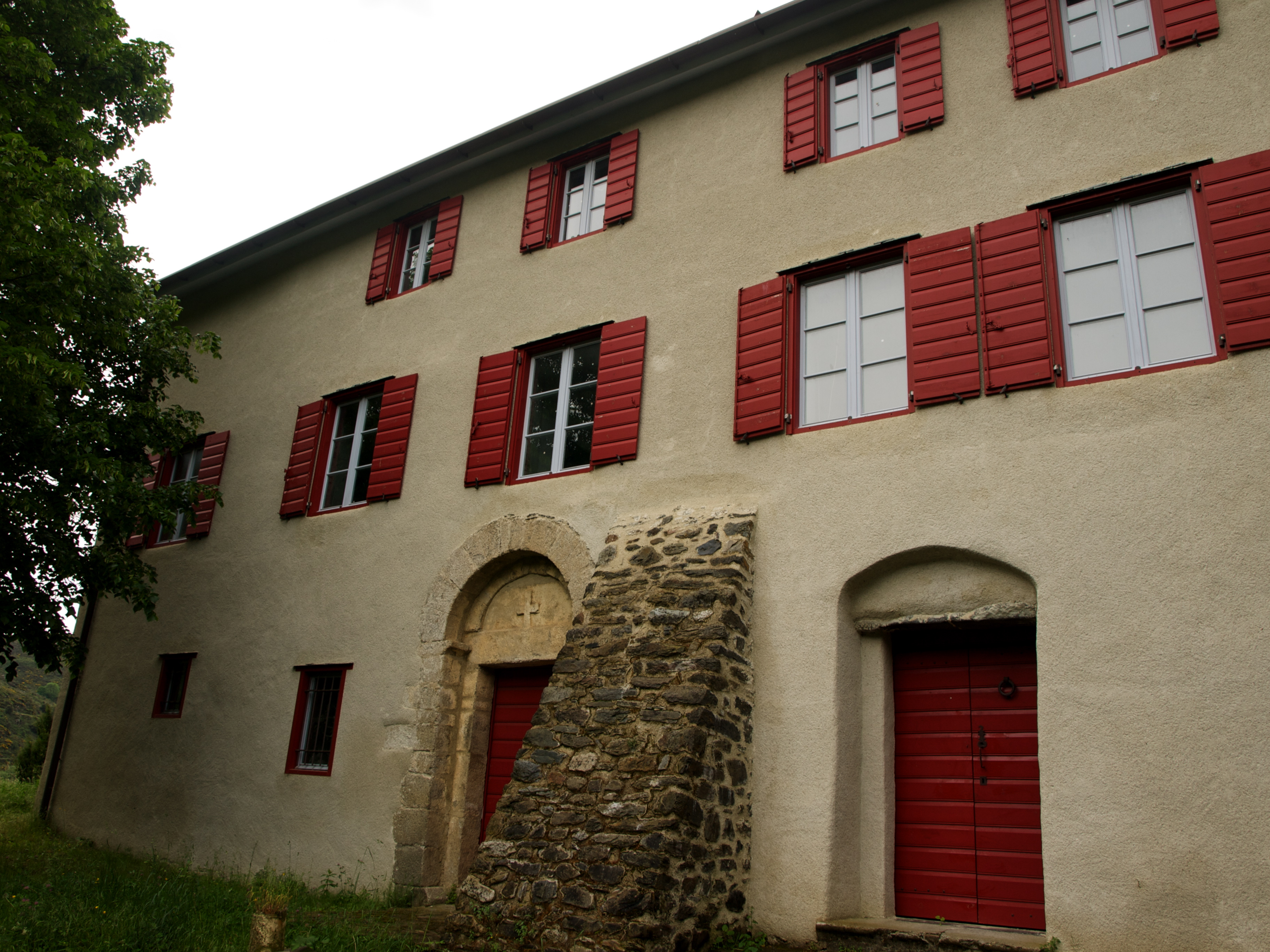
Le presbytère
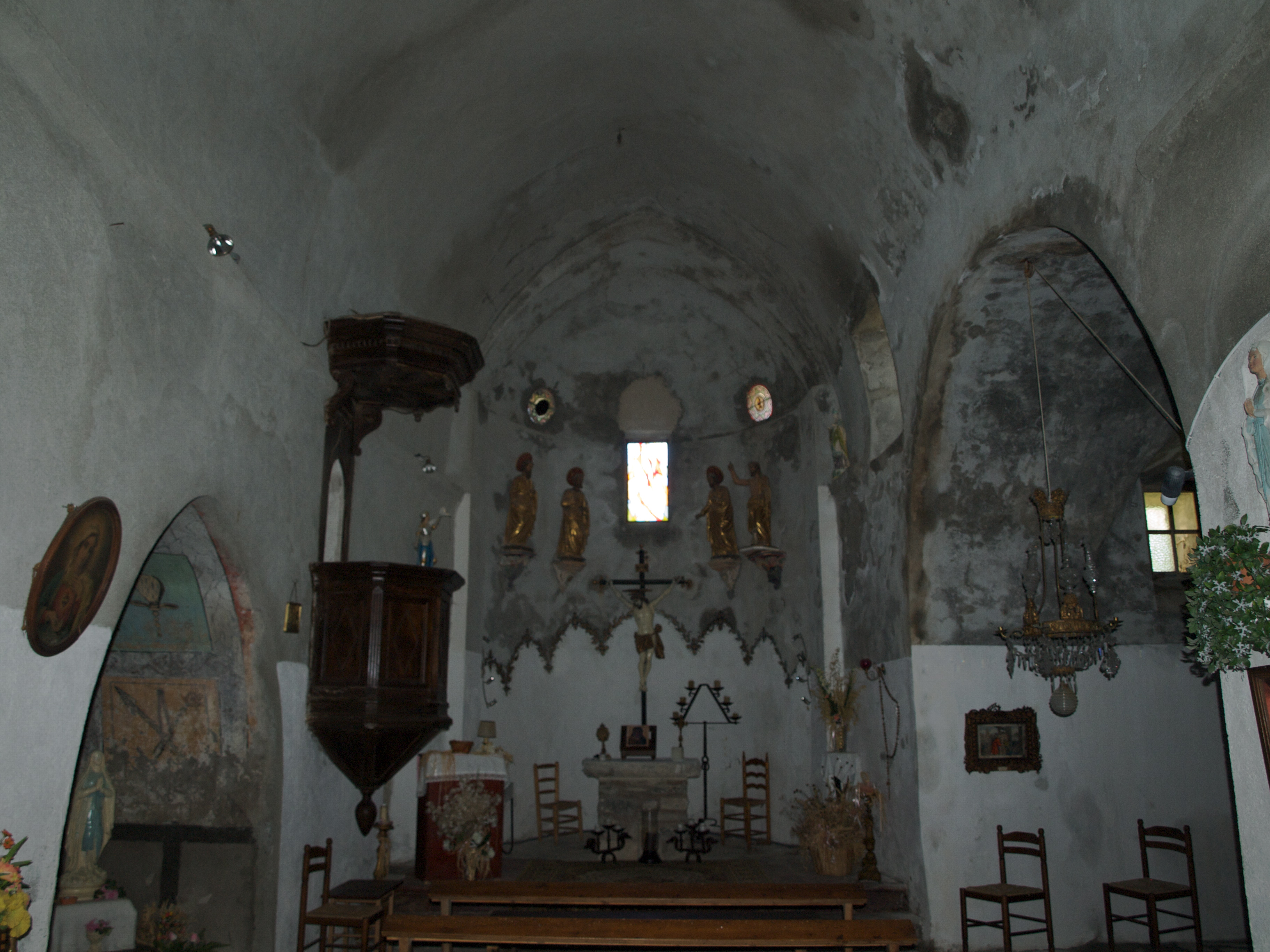
L'intérieur de l'église
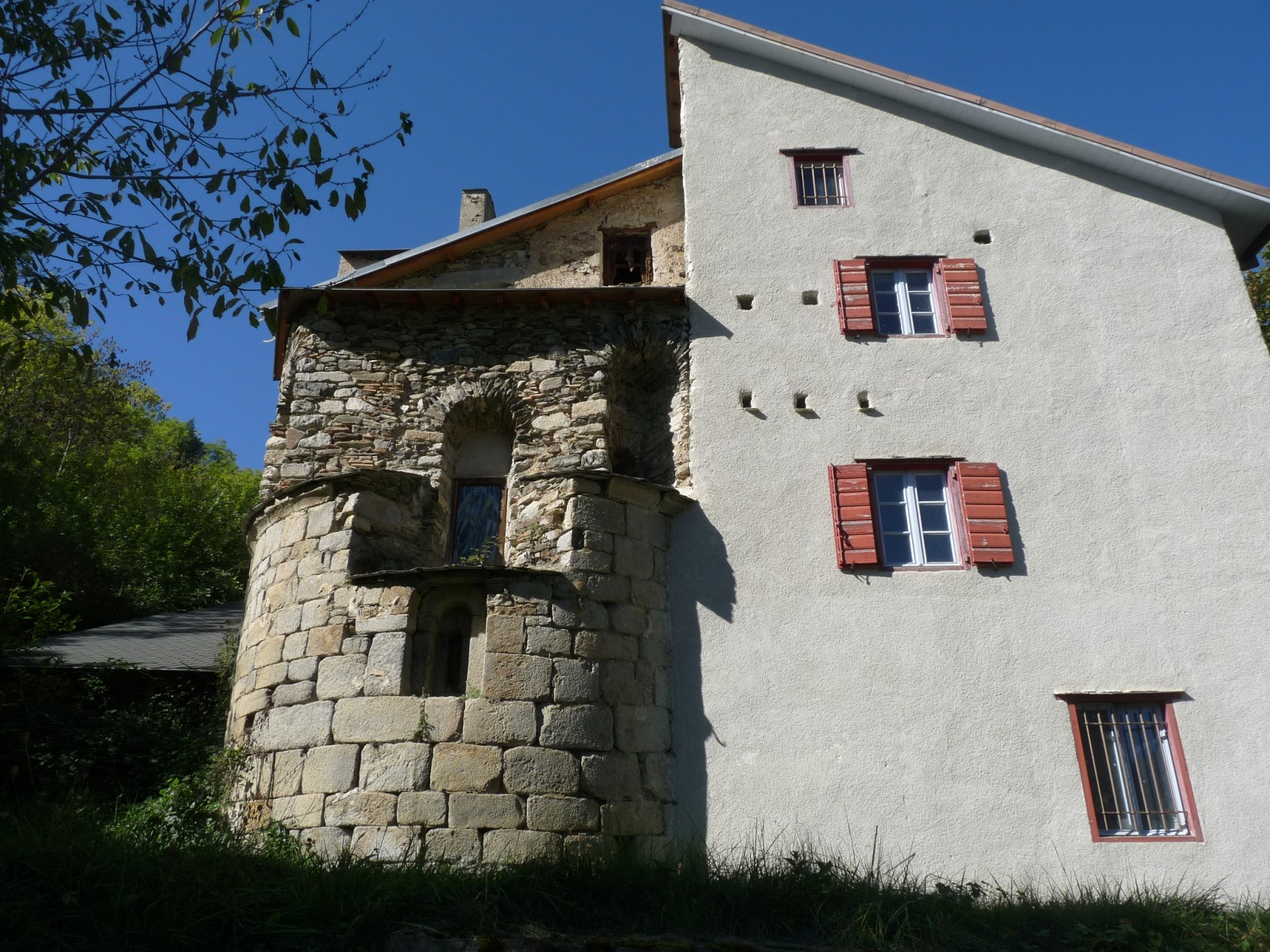
L'église et le presbytère
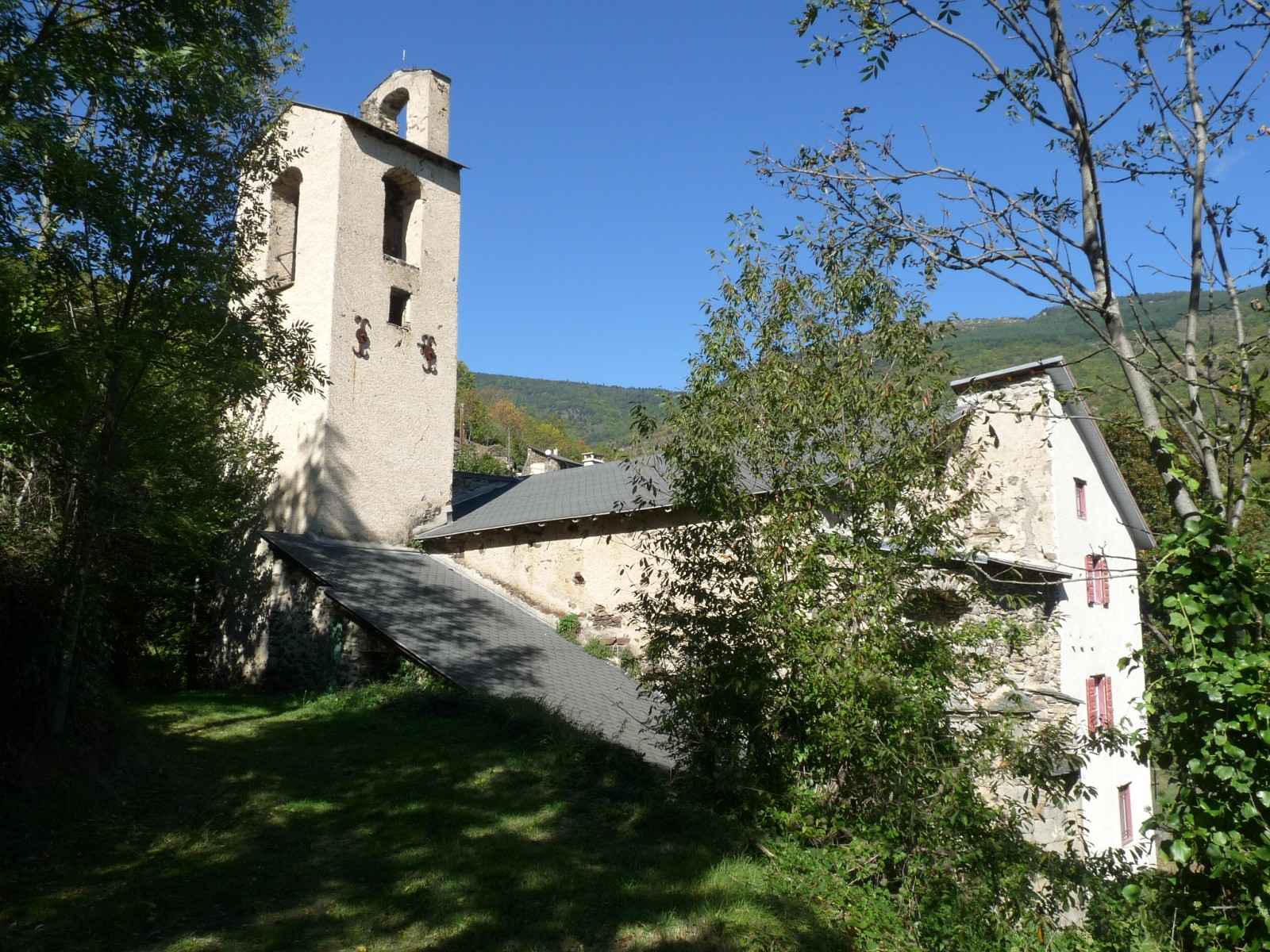
Le clocher, au sud
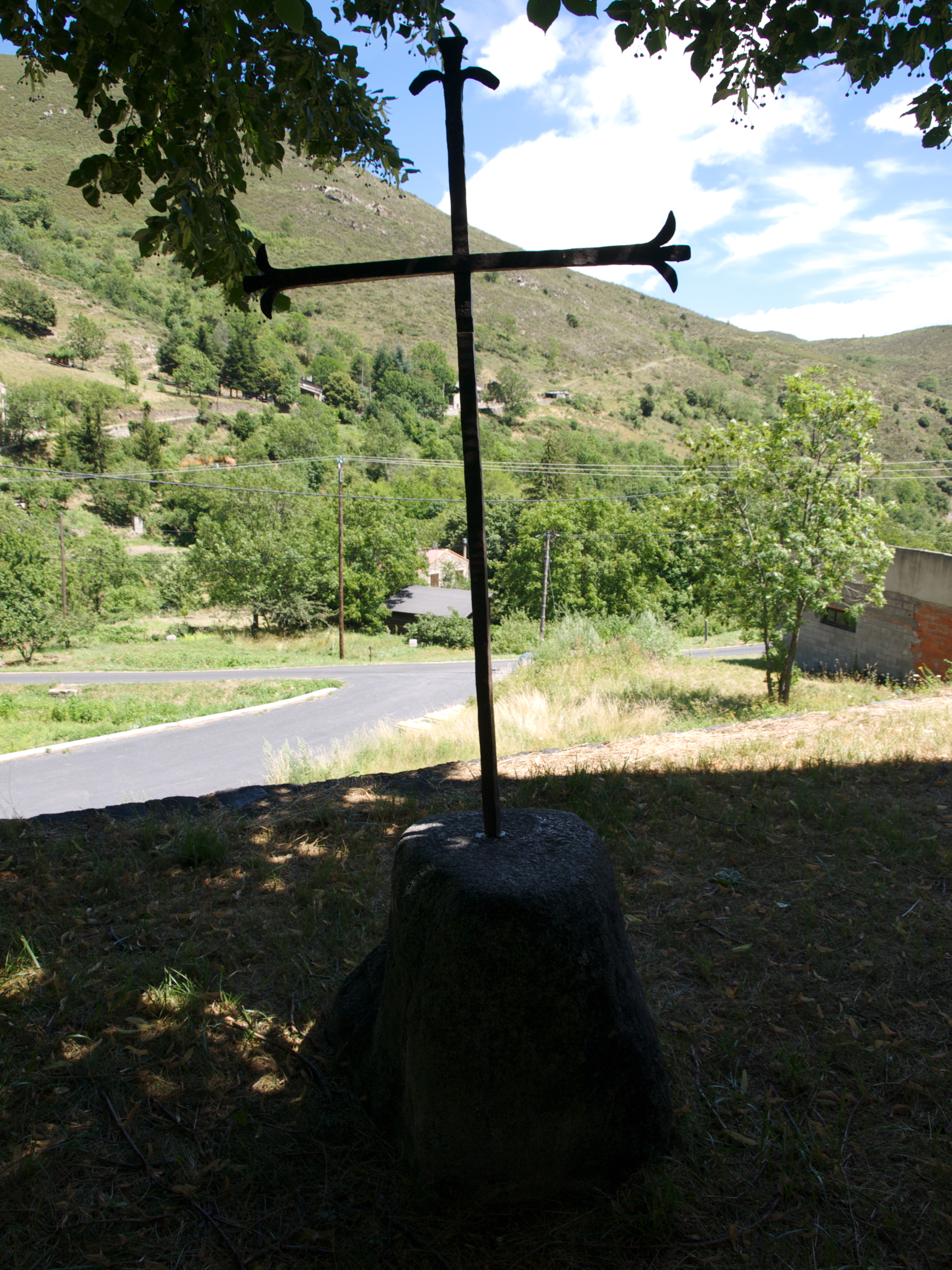
Croix devant l'église